# Беноа Пер
Беноа Пер (на френски: Benoît Paire) е френски тенисист.

## Биография
Беноа Пер е роден на 8 май 1989 г. в Авиньон, Франция.

## Кариера
За първи път той стига до първи кръг на турнир от Големия шлем на Ролан Гарос 2010. Най-добрите му представяния на такова ниво идват на Уимбълдън 2012 и Ролан Гарос 2013, където стига до трети кръг.
В кариерата си на сингъл стига до три финала на турнири от сериите Чалънджър и е носител на 3 ITF титли.
На турнири от ATP Тур-а на сингъл участва два пъти във финални двубои, а на двойки печели една титла заедно със Станислас Вавринка.

## Лични данни
Играе бекхенд с две ръце. Започва да играе тенис на 6-годишна възраст заедно с баща си, който е работил в малък тенис клуб близо до дома им. Баща му се казва Филипе, а майка му – Елиан; има и брат, Томас, който работи като треньор по тенис. Любимата му настилка е червената (клей). Любимият му удар е бекхенда. Като малък се е възхищавал на Марат Сафин. Обича да гледа футбол и е голям привърженик на Олимпик Марсилия. Ако не бе тенисист, с удоволствие би играл футбол. Любимият му тенис спомен е появата му на Ю Ес Оупън 2010. Прякорът му е „Стъблото“ (на френски: La Tige), защото е висок и слаб.

## Кариерна статистика

### ATP финали сингъл (3 титли; 9 финала)
| Легенда                                 |
| --------------------------------------- |
| Турнири от Големия шлем (0 – 0)         |
| Финали на Световния Тур на ATP (0 – 0)  |
| Турнири от Сериите Мастърс 1000 (0 – 0) |
| Турнири от Сериите 500 (0 – 0)          |
| Турнири от Сериите 250 (0 – 2)          |

| Финали по настилка |
| ------------------ |
| Твърда (0 – 1)     |
| Трева (0 – 0)      |
| Клей (0 – 1)       |
| Килим (0 – 0)      |

|        | П–З | Година | Турнир               | Клас      | Настилка   | Опонент            | Резултат                |
| ------ | --- | ------ | -------------------- | --------- | ---------- | ------------------ | ----------------------- |
| Загуба | 0–1 | 2012   | Сърбия Оупън         | 250 серии | Клей       | Андреас Сепи       | 3–6, 2–6                |
| Загуба | 0–2 | 2013   | Сюд дьо Франс Оупън  | 250 серии | Твърда (з) | Ришар Гаске        | 2–6, 3–6                |
| Победа | 1–2 | 2015   | Швеция Оупън         | 250 серии | Клей       | Томи Робредо       | 7–6(9–7), 6–3           |
| Загуба | 1–3 | 2015   | Япония Оупън         | 500 серии | Твърда     | Станислас Вавринка | 2–6, 4–6                |
| Загуба | 1–4 | 2017   | Мозел Оупън          | 250 серии | Твърда (з) | Петер Гойовчик     | 5–7, 2–6                |
| Победа | 2–4 | 2019   | Гран При Хасан Втори | 250 серии | Клей       | Пабло Андухар      | 6–2, 6–3                |
| Победа | 3–4 | 2019   | Лион Оупън           | 250 серии | Клей       | Феликс Оже-Алиасим | 6–4, 6–3                |
| Загуба | 3–5 | 2019   | Уинстън-Сейлъм Оупън | 250 серии | Твърда     | Хуберт Хуркач      | 3–6, 6–3, 3–6           |
| Загуба | 3–6 | 2020   | Окланд Оупън         | 250 серии | Твърда     | Юго Умбер          | 6–7(2–7), 6–3, 6–7(5–7) |

(з) = В зала

### Двойки: 1 (1 – 0)
| Легенда                                 |
| --------------------------------------- |
| Турнири от Големия шлем (0 – 0)         |
| Финали на Световния Тур на ATP (0 – 0)  |
| Турнири от Сериите Мастърс 1000 (0 – 0) |
| Турнири от Сериите 500 (0 – 0)          |
| Турнири от Сериите 250 (1 – 0)          |

| Финали по настилка |
| ------------------ |
| Твърда (1 – 0)     |
| Трева (0 – 0)      |
| Клей (0 – 0)       |
| Килим (0 – 0)      |

| Изход     | No. | Дата          | Турнир                    | Настилка | Партньор           | Опоненти                   | Резултат     |
| --------- | --- | ------------- | ------------------------- | -------- | ------------------ | -------------------------- | ------------ |
| Победител | 1.  | 6 януари 2013 | Ченай Оупън, Ченай, Индия | Твърда   | Станислас Вавринка | Андре Бегеман Мартин Емрих | 6 – 2, 6 – 1 |